# Яхья Али аль-Раи
Яхья Али аль-Раи (в некоторых источниках — Яхья Али ар-Раи) — государственный деятель Йемена, спикер Палаты Представителей Йемена.

## Биография

### Исполняющий обязанности президента
22 января 2015 года Абд Раббо Мансур Хади подал в отставку. Согласно конституции Йемена, полномочия президента должен исполнять спикер Палаты представителей. Однако, 25 января в некоторых СМИ появилась информация о том, что Абд Раббо Мансур Хади отозвал своё заявление об отставке. Обязанности президента исполнял в течение полумесяца до 6 февраля.